# Junkers Ju 322
Die Junkers Ju 322 „Mammut“ war ein deutscher Lastensegler.

## Entwicklung
Dieses gigantische Flugzeug wurde für den Einsatz bei der geplanten Luftlandeoperation innerhalb der Operation Seelöwe, der Landung in England, entwickelt. Es war das Konkurrenzmuster zur Messerschmitt Me 321. Hauptforderungen waren der Transport eines Panzer IV oder einer 8,8-cm-Flak inklusive einer Zugmaschine.
Im Gegensatz zu Messerschmitt erhielt der Flugzeughersteller Junkers – der Pionier des Metallflugzeugbaus – vom Reichsluftfahrtministerium den Auftrag, die Maschine in Holzbauweise zu entwerfen. Der offizielle Entwicklungsauftrag 8-322 des Reichsluftfahrtministeriums datiert auf den 6. November 1940. Der Entwurf wurde als EF 94 unter der Leitung von Heinrich Hertel vom Ingenieur Paul John Hall ausgeführt, der bis 1929 für die Raab-Katzenstein-Flugzeugwerke GmbH sowie danach für die Bayerischen Flugzeugwerke und die Gerhard-Fieseler-Werke tätig gewesen war. Gemäß dem Junkerschen Konzept wurde ein dicker Flügel gewählt, der durch einen hinteren Leitwerksträger ergänzt wurde. Die Maschine ähnelte in ihrer Auslegung der Junkers G 38. Eine erste, als „Goliath“ bezeichnete Ausführung vom 3. Dezember 1940 mit einer Spannweite von 82,35 m, erwies sich aber nach einigen Berechnungen als zu schwer, um die angestrebte Nutzlast von 16 bis 20 Tonnen zu erreichen und wurde darum auf 61,70 m verkleinert.
Im Frachtraum konnten bis zu 140 Soldaten in voller Ausrüstung oder 16.000 kg Fracht transportiert werden. Anfangs war der Bau von 200 Lastenseglern anvisiert worden, diese Zahl wurde später aber auf 100 reduziert.
Für den Start war ein sechsrädriger Startrollwagen vorgesehen, landen sollte die Maschine auf Kufen. Flugversuche mit einer speziell ausgerüsteten Junkers Ju 90 zeigten Instabilität um alle Achsen, weshalb der Schleppversuch abgebrochen werden musste. Anschließend wurden Ballasttanks eingebaut und Änderungen am Leitwerk vorgenommen, um die Stabilität zu verbessern. Um bei der Erprobung und baldiger Erlangung der Einsatzreife personelle Unterstützung zu gewährleisten, wurde zu Beginn 1941 innerhalb des XI. Fliegerkorps das Sonderkommando „Merseburg“ aufgestellt und zu den Junkerswerken im März abkommandiert. Parallel zum Bau des ersten Prototyps wurden Belastungs- und Beladungsversuche an einer Laderaumattrappe durchgeführt. Bei einem dieser Tests erwies sich der über 19 t wiegende Panzer III als zu schwer und durchbrach beim Einrollen den Laderaumboden. Durch die dadurch notwendige Verstärkung des Bodens und anderer Änderungen erhöhte sich die Leermasse der Ju 322 aber derart, dass nur noch eine Nutzlast von 12 t zu befördern war. Trotzdem wurden die Versuche fortgesetzt.
Ein erster Startversuch wurde am 6. März 1941 vom Flugplatz Merseburg aus durchgeführt, der aber abgebrochen werden musste, da es der Ju-90-Schleppmaschine nicht gelang, die Ju 322 auf Abhebegeschwindigkeit zu beschleunigen. Der Erstflug der Me 233 V1 gelang dann beim zweiten Versuch am 12. März 1941, wobei sich der Lastensegler als äußerst instabiles Fluggerät um Längs- und Hochachse erwies und die Ju 322 noch während des Schlepps ausgekoppelt werden musste, um die von Konrad Pennthaler und Anton Enders geflogene Ju 90 nicht zu gefährden. Den Piloten der Ju 322, Peter Hesselbach und Alfred Franke, gelang es, ihr Flugzeug trotz Instabilität und schlechter Steuerwirkung bei niedriger Geschwindigkeit sicher zu landen. Beim zweiten Flug gegen Ende April (nach Vergrößerung des Seiten- und Höhenruders, die jedoch keine wesentliche Verbesserungen der Flugeigenschaften brachte) kollidierten zwei der drei Messerschmitt Bf 110, welche die „Mammut“ im Troika-Schlepp schleppen sollten, miteinander und stürzten ab. Die Ju 322 musste in der Nähe von Merseburg notlanden und ging zu Bruch. Weitere Arbeiten an diesem Typ wurden daraufhin eingestellt und sämtliche Unterlagen vernichtet.
Die bereits in Serienproduktion befindlichen etwa 30 Flugzeuge wurden abgewrackt. Zu diesem Zeitpunkt war die geplante Landung in England bereits abgesagt.

## Technische Daten
| Kenngröße             | Ju 322 „Mammut“                    |
| --------------------- | ---------------------------------- |
| Besatzung             | 2                                  |
| Länge                 | 28,9 m                             |
| Spannweite            | 61,70 m                            |
| Höhe                  | 6,6 m                              |
| Flügelfläche          | 638,54 m²                          |
| Flügelstreckung       | 6,0                                |
| Leermasse             | 25.210 kg                          |
| Startmasse            | 41.210 kg                          |
| Nutzlast              | 16.000 kg Fracht oder 140 Soldaten |
| Höchstgeschwindigkeit | 285 km/h im Bahnneigungsflug       |

Anmerkungen
- alle Angaben nur annähernd